# グリュミオー (小惑星)
グリュミオー (4571 Grumiaux) は、小惑星帯の小惑星。アンリ・ドゥブオーニュがチリのラ・シヤ天文台で発見した。
ベルギーのヴァイオリニスト、アルテュール・グリュミオーに因んで名付けられた。